# ورونا ۴۳۳۵
سیارک ۴۳۳۵ (به انگلیسی: 4335 Verona، نامگذاری:1983VC7) چهار هزار و سیصد و سی و پنجمین سیارک کشف شده‌است که در ۱ نوامبر ۱۹۸۳ کشف شد.
قدر مطلق سیارک برابر ۱۳٫۶۰ است.